# Печінка або смерть
Печінка або смерть також відомий як Що не так, Пун Сан (кор. 왜그래 풍상씨) — південнокорейський драматичний серіал що транслювався щосереди та щочетверга з 9 січня по 14 березня 2019 року на телеканалі KBS2. Сценарій серіалу написала відома корейська сценаристка Мун Йон Нам.

## Сюжет
Лі Пун Сан старший з п'яти сиблінгів, який після того як їх покинула непутяща мати, а батько запив, замінив меншим батька та матір, хоча йому самому на той час було лише 17 років. Він звик розв'язувати всі проблеми сам, не даючи меншим навіть про це знати, тому вони вважали що всі їх проблеми вирішуються самі собою. Пун Сан любить своїх сиблінгів навіть більше за свою дружину та доньку. Одного разу у дружини увірвався терпець і вона подала на розлучення, в той же самий час він дізнається що в нього рак печінки і йому необхідна негайна трансплантація. Пун Сан міркував що будь-хто з його улюблених братів та сестер одразу погодиться стати донором, але всі вони почали пригадувати старі образи, тільки Чон Сан погодилася але її печінка виявилася замалою щоб взяти частину для трансплантації. Натомість дружина з якою він прожив два десятиліття, випадково дізнавшись про його хворобу одразу повернулася та всіляко допомагає чоловікові подолати хворобу.

## Акторський склад

### Головні ролі
- Ю Чун Сан — у ролі Лі Пун Сана (47 років). Автомеханік, разом з дружиною тримає авторемонтну майстерню. Щоб прогодувати свою величезну непутящу родину працює як віл, але жодної подяки за це не отримує, всі його сиблінги вважають що так і повинен поводитися старший брат.[4]
- О Чі Хо — у ролі Лі Чін Сана (42 роки). Ігроман та дармоїд який все життя ніде не працював, але здатен вкрасти з майстерні брата шину щоб виручені кошти програти в підпільному казино.
- Чон Хє Бін — у ролі Лі Чон Сан (35 років). Сестра близнючка Хва Сан, єдина в родині що має гарну освіту та мешкає окремо. Працює лікарем у великій лікарні Сеула, єдина ким Пун Сан завжди пишається.
- Лі Сі Йон — у ролі Лі Хва Сан (35 років). Сестра близнючка Чон Сан, була одружена, але її чоловік став алкоголіком та бив її. Після розлучення стала мешкати у Пун Сана.
- Лі Чхан Йоп[ko] — у ролі Лі О Сона (29 років). Найменший з сиблінгів, мріяв стати професійним спортсменом, але кар'єра не задалася. Пун Сан хотів щоб той також став автомеханіком, але О Сон вирішив що простіше заробити коштів став гангстером та мало не загинув.

### Другорядні ролі

#### Інші члени родини
- Сін Дон Мі[en] — у ролі Кан Бун Сіль. Дружина Пун Сана яка терпляче ставилася до його братів та сестер, але кожному терпінню приходить край..[5]
- Лі Бо Хї[en] — у ролі Но Ян Сім. Непутяща мати Пун Сана, Чін Сана, Чон Сан, Хва Сан та О Сона, яка в дитинстві покинула їх напризволяще.
- Пак Ін Хван[en] — у ролі Кан Бо Гу. Батько Бун Сіль, тримає невелику хімчистку.
- Кім Чі Йон[en] — у ролі Лі Чун Джі. П'ятнадцятирічна донька Пун Сана та Бун Сіль, яка дуже соромиться свого батька через те що в нього брудні руки та від нього завжди тхне мастилом. Але коли випадково дізналася що батько може померти, дуже злякалася та зрозуміла настільки для неї важливий батько.

#### Інші
- Кім Ин Се[ko] — у ролі Чо Йон Піль. Найкраща подруга Чон Сан.
- Чхве Сон Дже[ko] — у ролі Кан Йоль Хана. Лікар, чоловік Чон Сан.
- Лі Сан Сук[ko] — у ролі Чон Даль Джі. Удова, сусідка Пун Сана яка тримає невелику крамницю.
- Чхве Де Чхоль[en] — у ролі Чон Чхіль Бок. Син Даль Джі, найкращий друг Чін Сана.
- Юн Сон У[en] — у ролі Ю Хин Мана. Колишній чоловік Хва Сан, алкоголик та невдаха.
- Чхон Лі Силь[ko] — у ролі Хан Сім Ран. Молода дівчина яка завагітніла від О Сона і також переселилася до Пун Сана.

## Рейтинги
- Найнижчі рейтинги позначені синім кольором, а найвищі — червоним кольором.
- Серіал транслювався по 2 серії в день.

| Серія           | Прем'єра         | Рейтинг        | Рейтинг        | Рейтинг     |
| Серія           | Прем'єра         | TNmS Ratings   | AGB Nielsen    | AGB Nielsen |
| Серія           | Прем'єра         | По всій країні | По всій країні | Сеул        |
| --------------- | ---------------- | -------------- | -------------- | ----------- |
| 1               | 9 січня 2019     | 5,4%           | 5,9%           | 5,5%        |
| 2               | 9 січня 2019     | 5,8 %          | 6,7 %          | 6,4 %       |
| 3               | 10 січня 2019    | 6,4 %          | 6,5 %          | 5,9 %       |
| 4               | 10 січня 2019    | 7,5 %          | 7,8 %          | 7,4 %       |
| 5               | 16 січня 2019    | 6,8 %          | 6,4 %          | 6 %         |
| 6               | 16 січня 2019    | 6,7 %          | 6,5 %          | 6,1 %       |
| 7               | 17 січня 2019    | 7,4 %          | 8,1 %          | 8,3 %       |
| 8               | 17 січня 2019    | 8,4 %          | 10,2 %         | 10,3 %      |
| 9               | 23 січня 2019 \| | Н/Д            | 7,5 %          | 7,3 %       |
| 10              | 23 січня 2019 \| | 6,7 %          | 8,8 %          | 8,6 %       |
| 11              | 24 січня 2019    | 6,2 %          | 7 %            | 7,2 %       |
| 12              | 24 січня 2019    | 7,2 %          | 8 %            | 8,2 %       |
| 13              | 30 січня 2019    | 7,2 %          | 8,1 %          | 8,1 %       |
| 14              | 30 січня 2019    | 7,8 %          | 9,3 %          | 8,9 %       |
| 15              | 31 січня 2019    | 7,5 %          | 8,4 %          | 8,4 %       |
| 16              | 31 січня 2019    | 8,9 %          | 9,5 %          | 8,9 %       |
| 17              | 6 лютого 2019    | 7,6 %          | 7,8 %          | 7,8 %       |
| 18              | 6 лютого 2019    | 10,7 %         | 11 %           | 11,4 %      |
| 19              | 7 лютого 2019    | 11,3 %         | 11,8 %         | 12,3 %      |
| 20              | 7 лютого 2019    | 12,4 %         | 12,7 %         | 12,8 %      |
| 21              | 13 лютого 2019   | 8,6 %          | 9 %            | 8,8 %       |
| 22              | 13 лютого 2019   | 10 %           | 11 %           | 11 %        |
| 23              | 14 лютого 2019   | 12 %           | 13,1 %         | 14 %        |
| 24              | 14 лютого 2019   | 13,2 %         | 14,8 %         | 15,4 %      |
| 25              | 20 лютого 2019   | 10,5 %         | 10,1 %         | 10,1 %      |
| 26              | 20 лютого 2019   | 12,3 %         | 12,3 %         | 12,2 %      |
| 27              | 21 лютого 2019   | 12,8 %         | 12,7 %         | 12,4 %      |
| 28              | 21 лютого 2019   | 14,5 %         | 14,4 %         | 14,1 %      |
| 29              | 27 лютого 2019   | 13,5 %         | 14,2 %         | 14,2 %      |
| 30              | 27 лютого 2019   | 16,3 %         | 17,5 %         | 17,8 %      |
| 31              | 28 лютого 2019   | 15,9 %         | 17 %           | 17,4 %      |
| 32              | 28 лютого 2019   | 18,4 %         | 20 %           | 20,7 %      |
| 33              | 6 березня 2019   | 14,3 %         | 15,2 %         | 15,6 %      |
| 34              | 6 березня 2019   | 17 %           | 18,1 %         | 18,5 %      |
| 35              | 7 березня 2019   | 19,2 %         | 18,5 %         | 18,3 %      |
| 36              | 7 березня 2019   | 21,4 %         | 20,4 %         | 20,3 %      |
| 37              | 13 березня 2019  | 17,3 %         | 17,6 %         | 17,5 %      |
| 38              | 13 березня 2019  | 19,7 %         | 20,4 %         | 20,1 %      |
| 39              | 14 березня 2019  | 20 %           | 20,5 %         | 20,8 %      |
| 40              | 14 березня 2019  | 22,8%          | 22,7% (1st)    | 22,8% (1st) |
| Середні рейтинг | Середні рейтинг  | –              | 12,15%         | 12,1%       |

## Нагороди
| Рік  | Нагорода               | Категорія                                                 | Отримувач               | Результат | Примітки |
| ---- | ---------------------- | --------------------------------------------------------- | ----------------------- | --------- | -------- |
| 2019 | 33-тя Премія KBS драма | Нагорода за високу майстерність (актор)                   | Ю Чун Сан               | Перемога  | [ 8 ]    |
| 2019 | 33-тя Премія KBS драма | Нагорода за майстерність (акторки середньотривалої драми) | Лі Сі Йон               | Перемога  | [ 8 ]    |
| 2019 | 33-тя Премія KBS драма | Краща акторка другого плану                               | Сін Дон Мі              | Перемога  | [ 8 ]    |
| 2019 | 33-тя Премія KBS драма | Краща пара                                                | Ю Чун Сан та Сін Дон Мі | Перемога  | [ 8 ]    |